# Paul Scherrer Institut

Logo des PSI

Das Paul Scherrer Institut (PSI, französisch Institut Paul Scherrer, italienisch Istituto Paul Scherrer, rätoromanisch Institut Paul Scherrer) ist ein multidisziplinäres Forschungsinstitut für Natur- und Ingenieurwissenschaften in der Schweiz. Es liegt auf dem Gebiet der Gemeinden Villigen und Würenlingen im Schweizer Kanton Aargau beidseits der Aare und gehört zum ETH-Bereich der Schweizerischen Eidgenossenschaft. Das Institut beschäftigt rund 2200 Mitarbeitende und betreibt auf einem Areal von über 35 Hektaren Grundlagenforschung und angewandte Forschung in den Bereichen Zukunftstechnologien, Energie und Klima, Health Innovation sowie Grundlagen der Natur. Die Forschungsaktivitäten verteilen sich auf folgende Schwerpunkte: Materialwissenschaften 35 %, Lebenswissenschaften 25 %, Allgemeine Energie 19 %, Nukleare Energie und Sicherheit 13 %, Teilchenphysik 8 %.
Das PSI entwickelt, baut und betreibt grosse und komplexe Forschungseinrichtungen und stellt sie der nationalen und internationalen Wissenschaftsgemeinschaft zur Verfügung. Im Jahr 2017 etwa kamen mehr als 2500 Forschende aus 60 verschiedenen Nationen an das PSI, um dessen Grossforschungseinrichtungen zu nutzen. Rund 1900 Experimente werden jedes Jahr an den etwa 40 Messplätzen der Anlagen durchgeführt.
Das Institut gehörte in den letzten Jahren zu den grössten Empfängern von Geldern aus dem Lotteriefonds.

## Geschichte

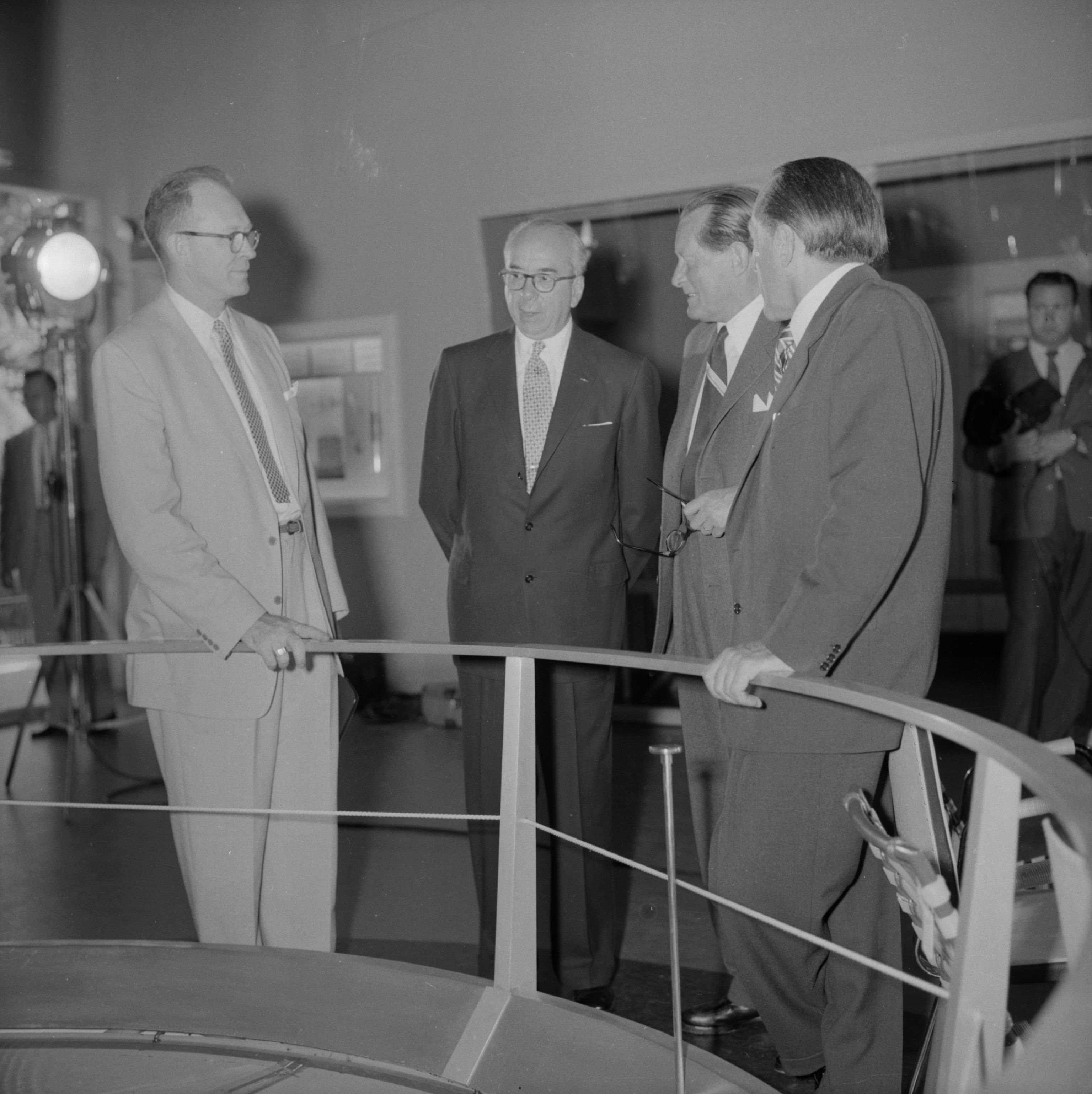
Lewis Strauss und die Promotoren des Kaufes des späteren Saphir-Reaktors Walter E. Boveri und Paul Scherrer (beide rechts)

Paul Scherrer hatte 1955 während der Konferenz "Atoms for Peace" zur Kerntechnologie in Genf erkannt, dass der von den USA dort ausgestellte Reaktor in der Schweiz verbleiben könnte und veranlasste mit dem Bankier und BBC-Präsident Walter E. Boveri den Ankauf des Reaktors durch die Eidgenossenschaft. Es folgte die Gründung der Reaktor AG in Würenlingen zum Betrieb des nun Saphir genannten und der Eidgenossenschaft abgekauften Versuchsreaktors. Der Verwaltungsrat umfasste 15 Mitglieder, von denen alt Bundesrat Rodolphe Rubattel, der Direktor der Eidgenössischen Finanzverwaltung Max Iklé und Paul Scherrer von der ETH (Zürich) durch den Bundesrat ernannt wurden. 1960 ging die Reaktor AG im Eidgenössischen Institut für Reaktorforschung EIR auf.
Das nach Paul Scherrer benannte Institut entstand 1988 aus dem Zusammenschluss des EIR und dem 1968 gegründeten SIN (Schweizerisches Institut für Nuklearforschung). Die beiden Institute lagen einander gegenüber an der Aare und dienten als nationale Zentren zur Erforschung der Kernenergie einerseits und der Kern- und Teilchenphysik andererseits. Mit den Jahren wurde die Forschung auf andere Bereiche ausgeweitet, sodass zum Beispiel Kern- und Reaktorphysik heute noch 11 Prozent der Forschungsarbeiten am PSI ausmachen. Auch infolge des Schweizer Atomausstiegsbeschlusses im Jahr 2011 beschäftigt sich dieser Bereich vornehmlich mit Fragen der Sicherheit etwa im Umgang mit der Lagerung von radioaktivem Abfall in einem Tiefenlager. Es wird aber nach wie vor an zukünftigen Atom-Reaktoren, wie z. B. dem Hochtemperaturreaktor, weitergeforscht.

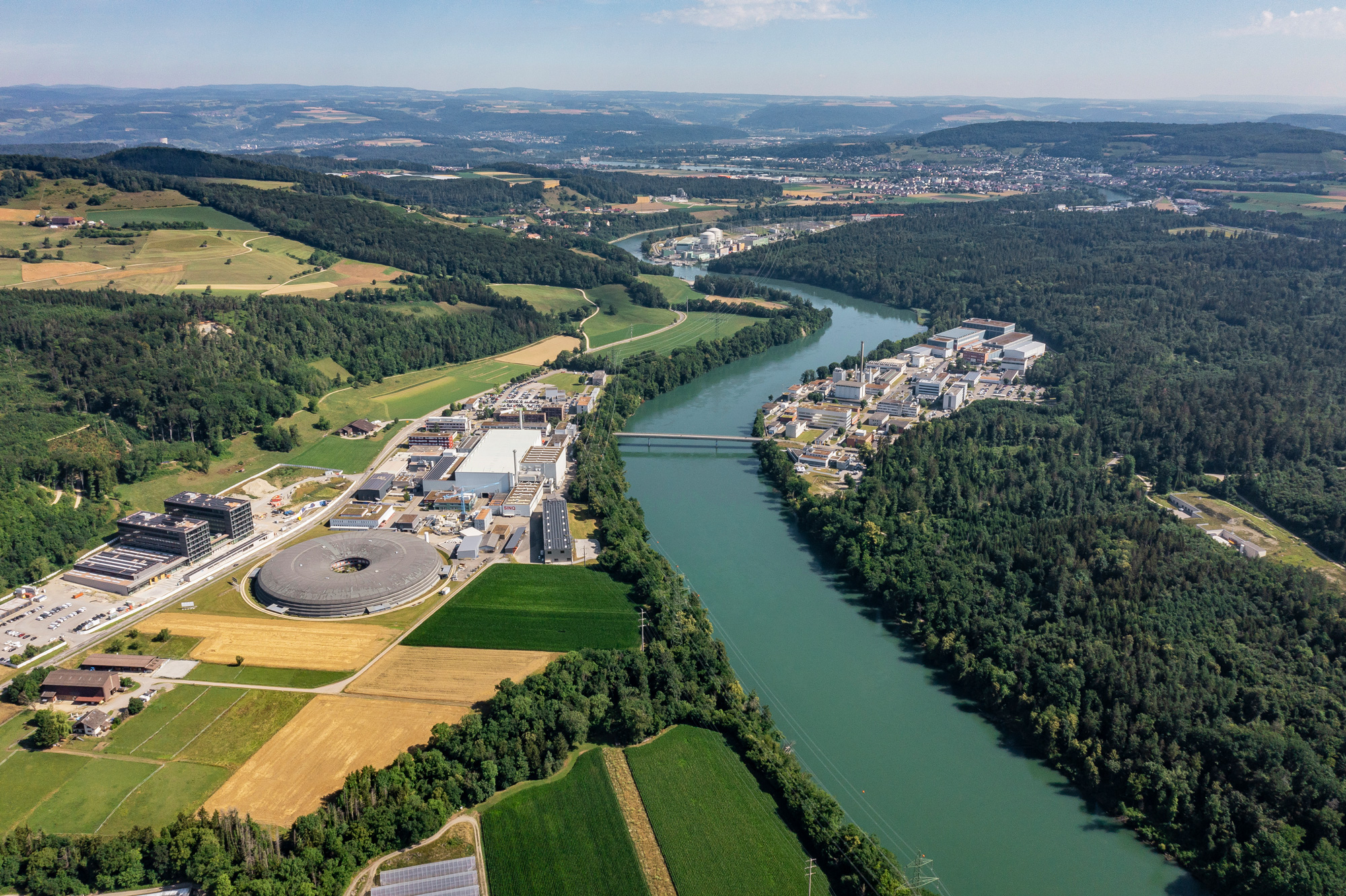
Das PSI liegt rechts und links der Aare im Kanton Aargau

Seit 1984 betreibt das PSI (anfangs noch als SIN) das Zentrum für Protonentherapie zur Behandlung von Patienten mit Augenmelanomen und anderen tief im Körper liegenden Tumoren. Über 9000 Personen wurden seither behandelt (Stand 2020).
Auch in der Weltraumforschung ist das Institut aktiv. Zum Beispiel bauten PSI-Ingenieure 1990 für den russischen Satelliten Spectrum X-G den Detektor des Teleskops EUVITA und später auch Detektoren für NASA und ESA, welche die Strahlung im All analysieren.
Am Tandembeschleuniger auf dem Hönggerberg bei Zürich, der seinerzeit von der ETH Zürich und dem PSI gemeinsam betrieben wurde, bestimmten Physiker 1992 per Beschleuniger-Massenspektrometrie und Radiokarbonmethode aus Knochen-, Gewebe- und Grasproben von wenigen Milligramm das Alter des Gletschermanns Ötzi, den man ein Jahr zuvor in den Ötztaler Alpen gefunden hatte. 1993 wurde Saphir letztmals betrieben und nach 2000 zurückgebaut.
Im Jahr 2009 erhielt der aus Indien stammende britische Strukturbiologe Venkatraman Ramakrishnan den Chemie-Nobelpreis auch für seine Studien an der Synchrotron Lichtquelle Schweiz (SLS). Die SLS ist eine der vier Grossforschungsanlagen des PSI. Dank der Studien konnte Ramakrishnan klären, wie Ribosomen aussehen und auf der Ebene einzelner Moleküle funktionieren. Ribosomen stellen anhand der in den Genen kodierten Informationen Proteine her, die viele chemische Prozesse in Lebewesen kontrollieren.
2010 führte ein internationales Forschungsteam am PSI mit negativen Myonen eine neue Vermessung des Protons durch und stellte fest, dass sein Radius deutlich kleiner ist als bis dahin angenommen: 0,84184 Femtometer statt 0,8768. Laut Presseberichten war dieses Ergebnis nicht nur überraschend, es könnte auch bisherige Modelle der Physik in Frage stellen. Die Messungen waren einzig mit dem 590 MeV Protonenbeschleuniger HIPA des PSI möglich, weil weltweit nur dessen sekundär erzeugter Myonenstrahl intensiv genug ist, um das Experiment durchzuführen.
2011 gelang es Forschenden unter anderem vom PSI mithilfe der SLS, die Struktur des Proteins Rhodopsin zu entschlüsseln. Dieses Sehpigment ist als eine Art Lichtsensor entscheidend am Vorgang des Sehens beteiligt.
Ein am PSI gebauter sogenannter Barrel-Pixel-Detektor war als Kernelement des CMS-Detektors am Genfer Kernforschungszentrum CERN daran beteiligt, das Higgs-Boson nachzuweisen. Für diese am 4. Juli 2012 verkündete Entdeckung wurde ein Jahr später der Physik-Nobelpreis verliehen.
Im Januar 2016 wurden 20 Kilogramm Plutonium aus dem PSI in die USA gebracht. Laut einem Zeitungsbericht soll Material seit den 60er Jahren in einem geheimen Plutoniumlager des Bundes für den damals angedachten Bau einer Atombombe vorgehalten worden sein. Der Bundesrat widersprach dieser Darstellung: Der Plutonium-239-Gehalt des Materials habe unter 92 Prozent gelegen, daher sei es nicht waffenfähig gewesen. Vielmehr sollte das Material, nachdem man es aus wiederaufbereiteten Brennstäben des 1960 bis 1977 betriebenen Forschungsreaktors Diorit gewonnen hatte, zur Entwicklung einer neuen Generation von Brennelementtypen für Kernkraftwerke verwendet werden. Dazu kam es jedoch nie. Spätestens nach dem Atomausstiegsbeschluss 2011 war klar, dass es in der Schweiz keine Verwendung für das Material mehr geben würde. Der Bundesrat entschied 2014 im Rahmen des Nuklearen Sicherheitsgipfels, das Schweizer Plutoniumlager aufzulösen und überführte es auf Basis eines bereits existierenden bilateralen Abkommens zur weiteren Lagerung in die USA.
| Amtszeit           | Direktor                   |
| 1988–1990          | Jean-Pierre Blaser         |
| 1990–1991          | Anton Menth                |
| 1991–1992          | Wilfred Hirt (Interim)     |
| 1992–2002          | Meinrad Eberle             |
| 2002–2007          | Ralph Eichler              |
| 2007–2008          | Martin Jermann (Interim)   |
| 2008–2018          | Joël Mesot                 |
| 2019–2020          | Thierry Strässle (Interim) |
| Seit 1. April 2020 | Christian Rüegg            |

Im Juli 2017 gelang es mit der SLS, die dreidimensionale Ausrichtung der Magnetisierung im Inneren eines Materials zu untersuchen und zu visualisieren, ohne das Material dabei zu beeinträchtigen. Die Technologie soll helfen, bessere Magnete etwa für Motoren oder die Datenspeicherung zu entwickeln.
Der langjährige Direktor des PSI Joël François Mesot (2008 bis 2018) wurde Ende 2018 zum Präsidenten der ETH Zürich gewählt. Seinen Posten übernahm ab Januar 2019 übergangsweise der Physiker und Stabschef des PSI Thierry Strässle. Seit 1. April 2020 ist der Physiker und ehemaliger Leiter des PSI-Forschungsbereichs Neutronen und Myonen Christian Rüegg Direktor des PSI. Am 8. Dezember 2023 hat ihn der Bundesrat für weitere vier Jahre gewählt.
Aus dem PSI sind im Laufe der Jahre zahlreiche Unternehmen ausgegründet worden, um die Forschungserkenntnisse für die Gesellschaft nutzbar zu machen. Das mit 120 Mitarbeitenden grösste Spin-off ist die 2006 gegründete DECTRIS AG im nahe gelegenen Baden, die sich auf die Entwicklung und Vermarktung von Röntgendetektoren spezialisiert hat. Bereits 1999 gegründet wurde die SwissNeutronics AG in Klingnau, die optische Komponenten für Neutronenforschungsanlagen vertreibt. Gleich mehrere neue PSI-Ableger wie etwa der Hersteller metall-organischer Gerüste novoMOF oder der Medikamente-Entwickler leadXpro haben sich in dem 2015 gemeinsam mit dem Kanton Aargau und mehreren Unternehmen gegründeten Park Innovaare in Nachbarschaft des PSI angesiedelt.

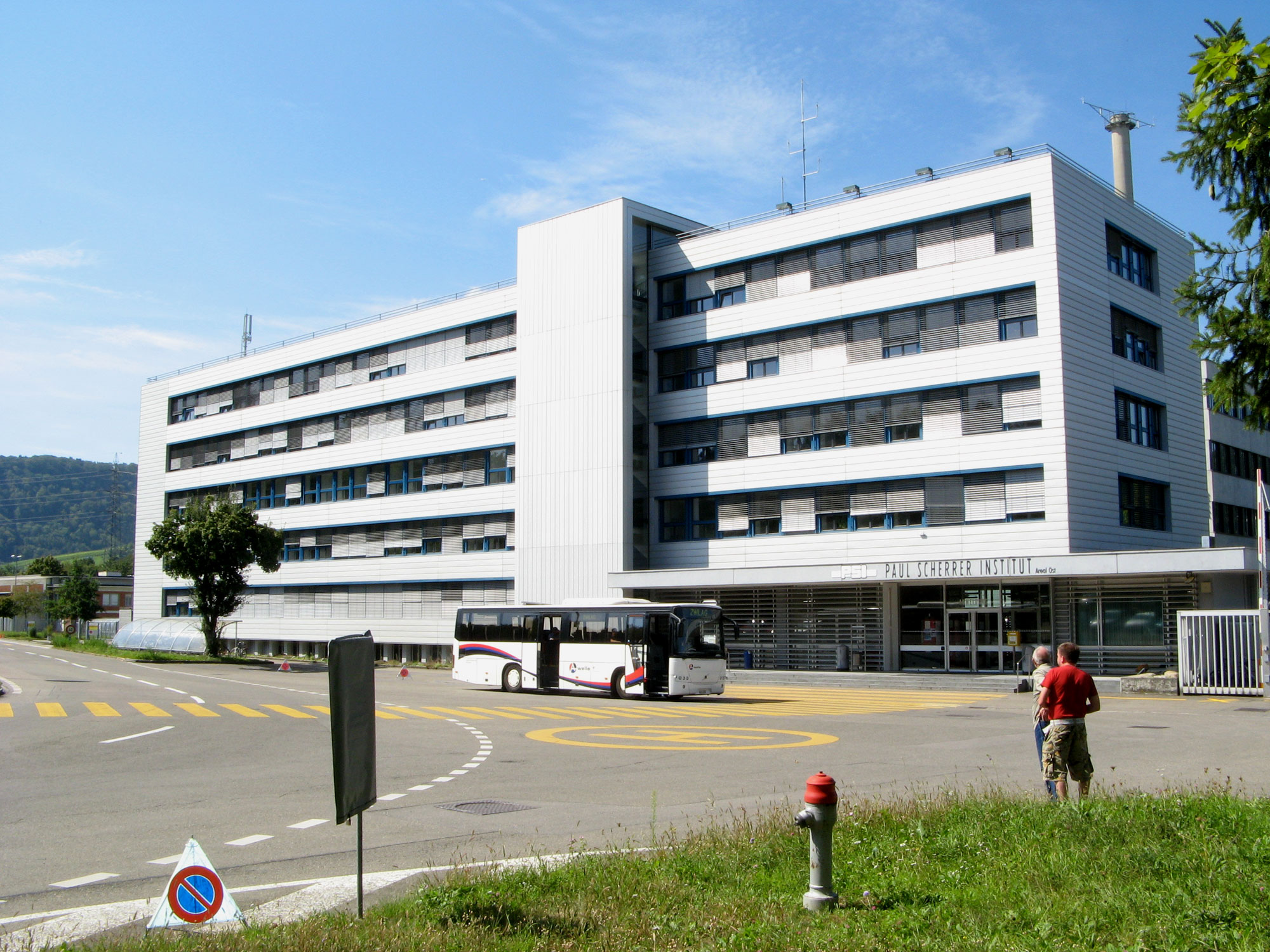
Verwaltungsgebäude Areal Ost des PSI in Würenlingen

## Forschungs- und Fachbereiche
Das PSI entwickelt, baut und betreibt mehrere Beschleunigeranlagen, z. B. ein 590-MeV-Hochstromzyklotron, das im Routinebetrieb einen Strahlstrom von etwa 2,2 mA liefert. Ausserdem betreibt das PSI vier Grossforschungsanlagen: eine Synchrotronlichtquelle (SLS) von besonderer Brillanz und Stabilität, eine Spallations-Neutronenquelle (SINQ), eine Myonenquelle (SμS) und einen Freie-Elektronen-Röntgenlaser (SwissFEL). Damit ist das PSI zurzeit (2020) weltweit das einzige Institut, das die vier wichtigsten Sonden zur Erforschung der Struktur und der Dynamik kondensierter Materie (Neutronen, Myonen und Synchrotronstrahlung) auf einem Campus der internationalen Nutzergemeinschaft anbietet. Ausserdem produzieren die Targetanlagen von HIPA auch Pionen, die die Myonenquelle speisen, und die ultrakalte Neutronenquelle UCN sehr langsame, ultrakalte Neutronen. Alle Teilchenarten werden für die Forschung in der Teilchenphysik genutzt.
Nicht zuletzt mithilfe dieser Anlagen wird am PSI unter anderem auf folgenden Gebieten geforscht:

### Zukunftstechnologien
Für Quantencomputer, leistungsfähigere Stromspeicher oder -leiter bis hin zu hochpräzisen medizinischen Anwendungen werden innovative Verfahren und Technologien benötigt. Für deren Entwicklung sind neue Materialien von entscheidender Bedeutung. Die Eigenschaften von Materialien werden bestimmt durch die Art der Atome, aus denen sie bestehen, wie diese angeordnet sind und wie sie sich bewegen können. Auf dem Gebiet Zukunftstechnologien wird dieser Zusammenhang zwischen innerem Aufbau und beobachtbaren Eigenschaften untersucht.
Die Forschungsergebnisse sollen die Grundlagen für neue Anwendungen in der Medizin, der Informationstechnologie, der Energiegewinnung und -speicherung oder für neue Produktionsverfahren der Industrie schaffen. Bisher unbekannte Möglichkeiten der Datenverarbeitung und -speicherung werden an den Grossforschungsanlagen des PSI ebenso erforscht wie die Frage, wie Technologien nachhaltiger und leistungsfähiger gemacht werden können. Zudem werden neue Verfahren für die immer spezifischere Erforschung des Mikro- und Nanobereichs entwickelt.

### Energie und Klima
Im Bereich Energie und Klima werden alle Aspekte der menschlichen Energienutzung behandelt – mit dem Ziel, die Energieversorgung nachhaltiger zu gestalten. Unter anderem: neue Technologien zur Nutzung erneuerbarer Energien, verlustarme Energiespeicherung, Energieeffizienz, schadstoffarme Verbrennung, Brennstoffzellen, experimentelle und modellgestützte Bewertung von Energie- und Stoffkreisläufen, Umwelteinflüsse von Energieproduktion und -verbrauch, nukleare Energieforschung (insbesondere Reaktorsicherheit und Entsorgung).
Um speziell Fragestellungen zur saisonalen Energiespeicherung und Sektorenkopplung zu beantworten, betreibt das PSI die Versuchsplattform ESI (Energy System Integration), auf der Forschung und Industrie vielversprechende Lösungsansätze zur Integration erneuerbarer Energien ins Energiesystem testen können – zum Beispiel das Speichern von Stromüberschüssen aus Solar- oder Windkraft in Form von Wasserstoff oder Methan. Der Einstieg in diese Fragestellungen war im November 1979 die von Markus Real initiierte erste netzgekoppelte PV-Anlage in Europa mit 2 kWp, die im April 1981 ans Netz ging.
Eine mit Hilfe der ESI-Plattform am PSI entwickelte und gemeinsam mit dem Zürcher Energieversorger Energie 360° erfolgreich getestete Technologie, die deutlich mehr Methangas aus Bioabfällen gewinnt, wurde mit dem Watt d’Or 2018 des Schweizerischen Bundesamtes für Energie ausgezeichnet.
Das PSI unterhält eine Plattform für Katalyseforschung. Katalyse ist ein zentraler Baustein verschiedener Energieumwandlungsprozesse, zum Beispiel bei Brennstoffzellen, Wasserelektrolyse oder Methanisierung von Kohlendioxid.
Weiterhin betreibt das PSI eine Smog-Kammer, mit deren Hilfe die Schadstoffemissionen verschiedener Energiegewinnungsverfahren und das Verhalten der entsprechenden Substanzen in der Atmosphäre getestet werden können.
PSI-Forschende untersuchen die Auswirkungen der Energiegewinnung auf die Atmosphäre auch vor Ort, unter anderem in den Alpen oder den Polregionen der Erde.
Der Bereich Kernenergie und -sicherheit widmet sich der Bewahrung nuklearen Fachwissens und der Ausbildung in der Kernenergie. Das PSI unterhält zum Beispiel eines der wenigen Laboratorien europaweit zur Untersuchung von Brennstäben in kommerziellen Reaktoren. Der Bereich arbeitet eng mit der ETH Zürich, der EPFL und der Universität Bern zusammen – etwa wenn es um die Nutzung von Hochleistungsrechnern oder des Forschungsreaktors CROCUS der EPFL geht.

### Health Innovation
Das PSI ist eine der führenden Institutionen weltweit in der Erforschung und Anwendung der Protonentherapie zur Behandlung von Krebserkrankungen. Seit 1984 werden am Zentrum für Protonentherapie erfolgreich Krebs-Patienten mit einer besonderen Form der Strahlentherapie behandelt. Bislang wurden mehr als 7500 Patienten mit Augentumoren bestrahlt (Stand 2020). Die Erfolgsrate bei der Augentherapie (OPTIS) liegt bei über 98 Prozent.
1996 wurde erstmals ein Bestrahlungsgerät (Gantry 1) für die am PSI entwickelte sogenannte Spot-Scanning-Protonen-Technik ausgerüstet. Bei dieser Technik werden Tumoren tief im Innern des Körpers mit einem circa 5 bis 7 mm breiten Protonenstrahl dreidimensional abgescannt. Durch Überlagern vieler einzelner Protonenspots – für ein Volumen von 1 Liter sind es ca. 10.000 – wird der Tumor gleichmässig mit der nötigen Strahlendosis belegt, wobei diese für jeden einzelnen Spot individuell überwacht wird. Das erlaubt eine äusserst präzise, homogene Bestrahlung, die an die meist unregelmässige Form des Tumors optimal angepasst ist. Das umliegende gesunde Gewebe wird bestmöglich geschont. Die erste Gantry war von 1996 bis Ende 2018 im Patientenbetrieb. 2013 ging die zweite, vom PSI selbst entwickelte Gantry 2 in Betrieb, und Mitte 2018 wurde ein weiterer Behandlungsplatz, Gantry 3, eröffnet.
Auf dem Gebiet der Radiopharmazie deckt die Infrastruktur des PSI die gesamte Bandbreite ab. Im Speziellen befassen sich die Forscher dort mit sehr kleinen und im ganzen Körper verteilten Tumoren. Diese können mit der üblichen Strahlentherapie nicht behandelt werden. Mithilfe der Protonenbeschleuniger und der Neutronenquelle SINQ am PSI jedoch lassen sich neue, medizinisch einsetzbare Radionuklide herstellen, die für die Therapie mit speziellen Biomolekülen – sogenannten Antikörpern – zu Therapiemolekülen kombiniert werden. Diese können Tumorzellen selektiv und gezielt finden und mit dem radioaktiven Isotop markieren. Dessen Strahlung lässt sich zum einen mit bildgebenden Verfahren wie SPECT oder PET lokalisieren und ermöglicht so die Diagnose von Tumoren und deren Metastasen. Zum anderen kann sie so dosiert werden, dass sie die Tumorzellen auch zerstört. Mehrere derartige, am PSI entwickelte radioaktive Substanzen befinden sich in der klinischen Erprobung, wobei das PSI eng mit Hochschulen, Kliniken und der Pharmaindustrie zusammenarbeitet. Das PSI verfügt über ein durch das Schweizerische Heilmittelinstitut Swissmedic im Juli 2022 zertifiziertes Pharmalabor zur Produktion von Radiopharmazeutika und liefert diese an lokale Spitäler.
Ein weiterer Schwerpunkt der Forschung im Bereich Health Innovation liegt seit Eröffnung der Synchrotron Lichtquelle Schweiz (SLS) bei der Strukturbiologie. Dort untersucht man die Struktur und Funktionsweise von Biomolekülen – vorzugsweise in atomarer Auflösung. Die PSI-Forschenden beschäftigen sich vor allem mit Proteinen. Jede lebende Zelle benötigt eine Unzahl dieser Moleküle, zum Beispiel um Stoffwechsel betreiben zu können, Signale aufzunehmen und weiterzuleiten oder um sich zu teilen. Ziel ist es, diese Lebensvorgänge besser zu verstehen und dadurch Erkrankungen besser bekämpfen oder vermeiden zu können.
Zum Beispiel wird am PSI der Aufbau von fadenförmigen Strukturen untersucht, die unter anderem bei der Zellteilung die Chromosomen auseinanderziehen, die sogenannten Mikrotubuli. Diese bestehen aus langen Proteinketten, deren Auf- bzw. Abbau im Falle einer Krebserkrankung durch eine Chemotherapie gestört wird, so dass sich die Krebszellen nicht mehr teilen können. Indem man die Struktur dieser Proteine und deren Veränderungen genau beobachtet, lässt sich herausfinden, wo genau Krebsmedikamente an den Mikrotubuli angreifen müssen.

### Grundlagen der Natur
Das Gebiet „Grundlagen der Natur“ umfasst die Erforschung der Grundstrukturen der Materie und der fundamentalen Funktionsprinzipien in der Natur. Untersucht werden Aufbau und Eigenschaften der Elementarteilchen – der kleinsten Bausteine der Materie – oder die Frage, wie biologische Moleküle aufgebaut sind und wie sie ihre Funktion erfüllen.
Mit der Erforschung der elementaren Bausteine der Materie sollen aktuell gültige Modelle der Physik hinterfragt werden und Lücken im derzeitigen Wissensstand geschlossen werden.
Im Mittelpunkt der Forschung zu grundlegenden biologischen Fragen steht die Bestimmung von Struktur und Funktion von Proteinen – Biomolekülen, die in vielfältiger Weise das Verhalten von lebenden Zellen steuern. Zur Aufklärung von Proteinstrukturen nutzen die Forscher neben traditionellen biochemischen und biophysikalischen Methoden auch Untersuchungsverfahren mit Synchrotronlicht an der Synchrotron-Lichtquelle Schweiz SLS des PSI. Einzelne Strahllinien sind hier speziell für die Analyse von Biomolekülen entwickelt worden. 
Zudem werden am PSI mit dem Freie-Elektronen-Röntgenlasers SwissFEL dynamische Vorgänge von Biomolekülen in extrem hoher zeitlicher Auflösung analysiert. So zum Beispiel, wie bestimmte Proteine in den Photorezeptoren der Netzhaut unserer Augen durch Licht aktiviert werden. Der SwissFEL erlaubt dabei eine Auflösung von unter einer Billionstelsekunde.

## Beschleuniger- und Grossforschungsanlagen des PSI

### Protonenbeschleunigeranlage
Diente der 1974 in Betrieb genommene Protonenbeschleuniger des PSI in seinen Anfängen noch vornehmlich der Elementarteilchenphysik, stehen heute Anwendungen für Festkörperphysik, Radiopharmazie und Krebstherapie im Vordergrund. Von anfangs 100 µA wurde die Leistungsfähigkeit durch konstante Weiterentwicklung um den Faktor 24 auf mittlerweile bis zu 2,4 mA erhöht.
Daher wird die Anlage heute Hochleistungsprotonenbeschleuniger genannt, kurz HIPA (High Intensity Proton Accelerator). Im Prinzip werden die Protonen durch drei aufeinander folgende Geräte auf rund 80 Prozent der Lichtgeschwindigkeit beschleunigt: Cockcroft-Walton, Injektor-2 Zyklotron, Ring-Zyklotron.

#### Protonenquelle und Cockcroft-Walton
In einer auf Zyklotronresonanz basierenden Protonenquelle werden mittels Mikrowellen die Elektronen von Wasserstoffatomen abgeschält. Übrig bleiben die Wasserstoff-Atomkerne, die jeweils aus nur einem Proton bestehen. Diese Protonen verlassen die Quelle auf einem Potential von 60 Kilovolt und werden anschliessend in einem Beschleunigerrohr einer weiteren Spannung von 810 Kilovolt ausgesetzt. Beide Spannungen liefert ein Cockcroft-Walton-Beschleuniger. Mit diesen insgesamt 870 Kilovolt werden die Protonen auf immerhin 46 Millionen km/h oder 4 Prozent der Lichtgeschwindigkeit beschleunigt. Anschliessend werden die Protonen zum Injektor-2 transportiert.

##### Injektor-1
Der Injektor-1 erreichte Betriebsströme um 170 µA und Spitzenströme um 200 µA.
Er wurde auch für Niederenergie-Experimente, für die OPTIS-Augentherapie und für das LiSoR-Experiment im Rahmen des MEGAPIE-Projekts genutzt. Seit dem 1. Dezember 2010 ist dieser Ringbeschleuniger ausser Betrieb.

##### Injektor-2
| Typ:                     | Isochron-Spiralrücken-Zyklotron |
| Magnete:                 | 4 Stück                         |
| Gesamtgewicht Magnete:   | 760 t                           |
| Beschleunigungselemente: | 4 Resonatoren (50 MHz)          |
| Extraktionsenergie:      | 72 MeV                          |

Der 1984 in Betrieb genommene Injektor-2, eine Eigenentwicklung des damaligen SIN, löste den Injektor-1 als Einschussmaschine für das 590 MeV Ringzyklotron ab. Anfänglich war noch ein wechselnder Betrieb zwischen Injektor-1 und Injektor-2 möglich, inzwischen wird nur noch der Injektor-2 zur Injektion des Protonenstrahles in den Ring genutzt. Durch das neue Zyklotron wurde es möglich, den Strahlstrom auf 1 bis 2 mA anzuheben, für die 1980er-Jahre ein absoluter Spitzenwert. Heute liefert der Injektor-2 einen Strahlstrom von ≈ 2,2 mA im Routinebetrieb und 2,4 mA im Hochstrombetrieb für 72 MeV, was etwa 38 Prozent der Lichtgeschwindigkeit entspricht.
Ursprünglich wurden zwei Resonatoren mit 150 MHz im Flattop-Betrieb betrieben, um eine saubere Trennung der Protonenbahnen zu erhalten, inzwischen werden jedoch auch diese zur Beschleunigung eingesetzt. Aus dem extrahierten 72 MeV Protonenstrahl kann ein Teil zur Isotopenproduktion abgeschnitten werden, der Hauptteil wird zur weiteren Beschleunigung in das Ring-Zyklotron injiziert.

#### Ring-Zyklotron
| Typ:                     | Isochron-Spiralrücken-Zyklotron |
| Magnete:                 | 8 Stück                         |
| Gesamtgewicht Magnete:   | 2000 t                          |
| Beschleunigungselemente: | 4 (5) Kavitäten (50 MHz)        |
| Extraktionsenergie:      | 590 MeV                         |

Das 1974 in Betrieb genommene Ring-Zyklotron ist wie der Injektor-2 eine Eigenentwicklung des SIN und Herz der PSI Protonenbeschleunigeranlagen. Er hat einen Umfang von rund 48 m. Auf der ca. 4 km langen Strecke, welche die Protonen auf 186 Runden im Ring zurücklegen, werden sie auf 80 Prozent der Lichtgeschwindigkeit beschleunigt. Das entspricht einer Bewegungsenergie von 590 MeV. Weltweit gibt es nur deren drei, nämlich: TRIUMF in Vancouver, Kanada; LAMPF in Los Alamos, USA; und das PSI. Die beiden erstgenannten erreichten nur Strahlströme von 500 µA bzw. 1 mA.
Die 1979 zusätzlich eingebaute, kleinere, fünfte Kavität wird mit 150 Megahertz als Flattop-Kavität betrieben, wodurch die Anzahl der extrahierten Teilchen deutlich gesteigert werden konnte. Seit 2008 sind alle alten Aluminiumkavitäten des Ringzyklotrons durch neue Kupferkavitäten ersetzt worden. Diese ermöglichen höhere Spannungsamplituden und somit eine grössere Beschleunigung der Protonen pro Umlauf. Die Anzahl der Umläufe der Protonen im Zyklotron konnte so von ca. 200 auf 186 verringert werden, und der im Zyklotron zurückgelegte Weg der Protonen sank von 6 km auf 4 km. Mit dem Strahlstrom von 2,2 mA stellt diese Protonenanlage des PSI den zurzeit leistungsfähigsten kontinuierlichen Teilchenbeschleuniger der Welt dar. Der 1,3 MW starke Protonenstrahl wird zur Myonenquelle (SμS) und zur Spallations-Neutronenquelle (SINQ) gelenkt.

### Myonenquelle
In der Mitte der grossen Experimentierhalle stösst der Protonenstrahl des Ringzyklotrons auf zwei Targets – Ringe aus Kohlenstoff. Bei den Kollisionen der Protonen mit den Atomkernen des Kohlenstoffs entstehen Pionen, die nach rund 26 Milliardstel Sekunden zu Myonen zerfallen. Diese Myonen werden dann von Magneten zu Instrumenten der Materialwissenschaften und der Teilchenphysik gelenkt. Dank des enorm hohen Protonenstroms des Ringzyklotrons erzeugt die Myonenquelle die weltweit intensivsten Myonenstrahlen. Dies erlaubt Experimente in der Teilchenphysik und in den Materialwissenschaften, die nirgendwo sonst durchführbar sind.
Die Myonenquelle (SμS) besteht aus sieben Strahllinien, mit denen Forschende verschiedene Aspekte der modernen Physik untersuchen. Einige Materialwissenschaftler und -wissenschaftlerinnen verwenden sie für Myonenspinspektroskopie-Experimente. Aufgrund der hohen Myonenintensität ist das PSI der einzige Ort weltweit, an dem dank eines speziellen Verfahrens ein Myonenstrahl mit ausreichender Intensität bei gleichzeitig sehr niedriger Energie von nur einigen Kiloelektronenvolt verfügbar ist. Diese Myonen sind langsam genug, um damit dünne Materialschichten und Oberflächen zu untersuchen. Für solche Untersuchungen stehen sechs Messplätze (FLAME (ab 2021), DOLLY, GPD, GPS, HAL-9500, und LEM) mit Instrumenten für verschiedenste Anwendungen zur Verfügung.
Teilchenphysiker verwenden einige der Strahllinien, um hochpräzise Messungen durchzuführen und so die Grenzen des Standardmodells zu testen.

### Spallations-Neutronenquelle
Die seit 1996 in Betrieb befindliche Neutronenquelle SINQ ist die erste und gleichzeitig die stärkste ihrer Art. Sie liefert einen kontinuierlichen Neutronenfluss von 1014 n cm−2s−1. Die Protonen aus dem grossen Teilchenbeschleuniger treffen hier auf ein Bleitarget und schlagen aus den Bleikernen die Neutronen heraus, die dann für Experimente zur Verfügung stehen. Neben thermischen Neutronen liefert ein Moderator aus flüssigem Deuterium auch langsame Neutronen, welche ein tieferes Energiespektrum besitzen.
Durch die Inbetriebnahme des MEGAPIE Targets (Megawatt Pilot-Experiment) im Sommer 2006, bei dem das Feststofftarget durch eines aus einem Blei-Bismut-Eutektikum ersetzt wurde, konnte die Neutronenausbeute um ca. weitere 80 % gesteigert werden.
Aufgrund der kostspieligen Entsorgung für das MEGAPIE Target beschloss das PSI 2009, kein weiteres derartiges Target einzusetzen und stattdessen das bewährte Feststofftarget weiterzuentwickeln. Basierend auf den Erkenntnissen des MEGAPIE Projekts konnte ein grosser Teil der Steigerung der Neutronenausbeute auch für den Betrieb mit einem Feststofftarget realisiert werden.
Die SINQ gehörte zu den ersten Anlagen, für die zum Transport der langsamen Neutronen optische Leitersysteme entwickelt wurden: Die mit Metall beschichteten Glaskanäle können Neutronen mittels Totalreflexion, analog zur Lichtleitung in Glasfasern, mit geringem Intensitätsverlust über längere Strecken (einige zehn Meter) leiten. Die Effizienz solcher Neutronenleiter hat sich in der Zwischenzeit durch Fortschritte in der Herstellungstechnik ständig erhöht. Daher entschloss sich das PSI 2019 zu einem umfassenden Upgrade. Wenn die SINQ im Sommer 2020 wieder in Betrieb geht, wird sie durchschnittlich die fünffache Menge an Neutronen für Experimente zur Verfügung stellen können, in einem Sonderfall sogar die 30-fache.
Neben der Nutzung für eigene Forschungsprojekte stehen die 15 Instrumente der SINQ auch nationalen und internationalen Nutzern zur Verfügung.

### COMET-Zyklotron
Dieses supraleitende 250-MeV-Zyklotron ist seit 2007 für die Protonentherapie in Betrieb und liefert den Strahl für die Tumorbekämpfung an Krebspatientinnen und -patienten. Es ist das weltweit erste supraleitende Zyklotron für die Protonentherapie. Früher wurde ein Teil des Protonenstrahls vom Ring-Zyklotron dafür benutzt, aber seit 2007 produziert die Medizinanlage unabhängig einen eigenen Protonenstrahl, der mehrere Bestrahlungsgeräte versorgt. Auch andere Bestandteile der Anlage, der Peripheriegeräte und der Kontrollsysteme wurden inzwischen verbessert, so dass heute in mehr als 7000 Betriebsstunden pro Jahr eine Verfügbarkeit von über 98 Prozent erreicht wird.

### Schweizer Forschungsinfrastruktur für Teilchenphysik
Die älteste Grossforschungsanlage am PSI ist die „Schweizer Forschungsinfrastruktur für Teilchenphysik“ (CHRISP). Sie bezieht wie die Myonenquelle SμS und die Neutronenquelle SINQ den Protonenstrahl für ihre Messungen vom Hochleistungsbeschleuniger HIPA. An den sieben verschiedenen Experimentierstationen von CHRISP arbeiten rund 400 Forschende und untersuchen die Kollisionsprodukte des Protonenstrahls mit verschiedenen Kohlenstofftargets. Sie prüfen zum Beispiel einige Vorhersagen des Standardmodells der Teilchenphysik, versuchen Zerfälle von Myonen nachzuweisen und vermessen die Grösse von Elementarteilchen.
Zu CHRISP gehört auch eine zweite Spallations-Neutronenquelle zur Erzeugung ultrakalter Neutronen (UCN), die das PSI seit 2011 betreibt. Im Gegensatz zur SINQ wird sie gepulst betrieben und benutzt den vollen Strahl von HIPA, aber normalerweise nur alle 5 Minuten für 8 Sekunden. Der Aufbau ist dem der SINQ ähnlich. Um die Neutronen entsprechend herunterzukühlen, wird hier allerdings als kalter Moderator gefrorenes Deuterium bei einer Temperatur von 5 Kelvin verwendet (entspricht −268 Grad Celsius). Die erzeugten UCN können in der Anlage und in Experimenten für einige Minuten gespeichert und beobachtet werden. Die UCN-Quelle des PSI ist die stärkste ihrer Art auf der Welt.
Bestandteil von CHRISP ist zudem die Protonenbestrahlungsanlage PIF. Sie bezieht ihren Teilchenstrahl nicht von HIPA, sondern vom COMET-Zyklotron, das speziell für medizinische Anwendungen entwickelt wurde. Werktags werden mit Protonen aus diesem Ringbeschleuniger Krebspatienten behandelt. Am Wochenende und nachts wird der Protonenstrahl in ein anderes Areal geleitet, in dem PIF angesiedelt ist. Dort dient er unter anderem der Materialforschung in der Raumfahrt. Zum Beispiel werden Elektronikkomponenten damit bestrahlt, um ihre Widerstandsfähigkeit gegenüber der Strahlung im Weltall zu testen. So haben viele ESA-Raumfahrtmissionen wie die Kometensonde Rosetta und das Weltraumteleskop Gaia Tests an der PIF durchlaufen. Auch das Genfer Kernforschungszentrum CERN, das den leistungsstärksten Teilchenbeschleuniger der Welt betreibt, testet hier seine Komponenten auf Strahlenhärte. Forschende von Unternehmen wie auch des PSI selbst nutzen die PIF, um etwa Strahlendetektoren zu entwickeln.

### Synchrotron-Lichtquelle
Die Synchrotron-Lichtquelle Schweiz (Swiss Light Source, SLS), ein Elektronen-Synchrotron, ist seit dem 1. August 2001 in Betrieb. Sie funktioniert wie eine Art Kombination aus Röntgengerät und Mikroskop, um verschiedenste Substanzen zu durchleuchten. In dem runden Bauwerk bewegen sich die Elektronen auf einer Kreisbahn von 288 m Umfang, wobei sie die Synchrotronstrahlung in tangentialer Richtung emittieren. Insgesamt 1007 Magnete (vor dem Umbau: 388) halten den Elektronenstrahl auf seiner Bahn und fokussieren ihn; Beschleunigungskavitäten sorgen für gleichbleibende Geschwindigkeit.

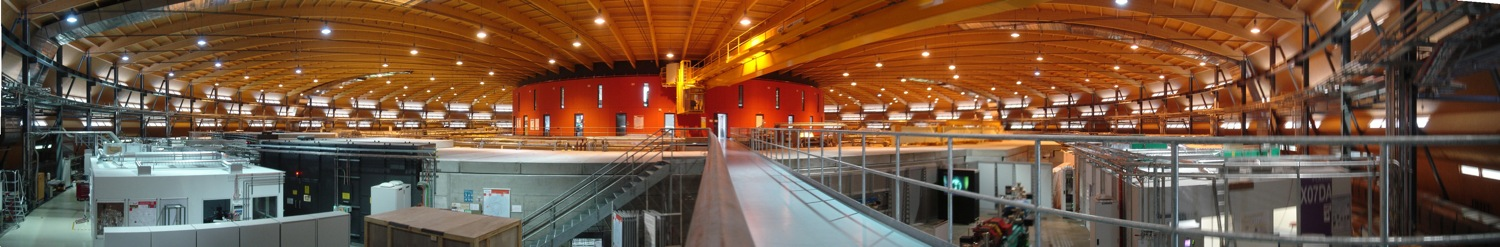
Panoramabild der SLS

Seit 2008 ist die SLS der Beschleuniger mit dem dünnsten Elektronenstrahl weltweit – dafür haben die Forscher und Techniker des PSI acht Jahre gearbeitet und jeden einzelnen der vielen Magnete immer wieder justiert. Die SLS bietet ein sehr breites Spektrum von Synchrotronstrahlung von infrarotem Licht bis zu harten Röntgenstrahlen. Damit können Forscher mikroskopische Aufnahmen im Innern von Objekten, Materialien und Gewebe machen, um zum Beispiel Werkstoffe zu verbessern oder Medikamente zu entwickeln.
2017 gelang es mit einem neuen Instrument an der SLS erstmals, in einen Teil eines Computerchips hineinzuschauen, ohne ihn zu zerstören. Dabei wurden Strukturen wie 45 Nanometer schmale Stromleitungen und 34 Nanometer hohe Transistoren sichtbar. Mit dieser Technologie können zum Beispiel Chip-Hersteller besser prüfen, ob ihre Produkte genau den Vorgaben entsprechen.
Ende 2023 wurde die SLS für Umbauarbeiten abgestellt. Im Jahr 2024 wurde der Speicherring komplett neu gebaut, und seit Januar 2025 findet das Commissioning statt. Durch den Umbau wird eine höhere Brillanz des Strahles erreicht.

### SwissFEL
Der Freie-Elektronen-Laser SwissFEL wurde am 5. Dezember 2016 durch Bundesrat Johann Schneider-Ammann symbolisch eröffnet. Im Jahr 2018 wurde die erste Strahllinie ARAMIS in Betrieb genommen. Die zweite Strahllinie ATHOS folgte 2021. Weltweit sind nur vier vergleichbare Anlagen in Betrieb.

## Bildungszentrum
Das PSI Bildungszentrum hat über 30 Jahre Erfahrung in der Aus- und Weiterbildung im fachlichen und überfachlichen Bereich und bildet jährlich über 3000 Teilnehmende aus.
Es bietet sowohl Fachkräften als auch anderen Personen, welche mit ionisierender Strahlung oder radioaktivem Material arbeiten, eine breite Palette von Grund- und Fortbildungskursen an. Die Kurse zur Erlangung des entsprechenden Sachverstandes sind vom Bundesamt für Gesundheit (BAG) und vom Eidgenössischen Nuklearsicherheitsinspektorat (ENSI) anerkannt.
Ebenfalls bietet es den Mitarbeitern des Instituts wie auch interessierten Personen aus dem ETH-Bereich Aus- und Weiterbildungskurse an. Seit 2015 werden Kurse zur Personalentwicklung (wie Konfliktmanagement, Führungsworkshops, Kommunikation, Transferable Skills etc.) durchgeführt.
Die Qualität des PSI Bildungszentrums ist ISO 29990:2001 zertifiziert.

## Zusammenarbeit mit der Industrie
Das PSI hält etwa 100 aktive Patentfamilien. Zum Beispiel in der Medizin mit Untersuchungstechniken zur Protonentherapie gegen Krebs oder zur Erfassung von Prionen, den Verursachern des Rinderwahns. Weitere gibt es im Bereich Photoscience mit speziellen Lithografieverfahren zur Strukturierung von Oberflächen, im Umweltbereich zum Recycling Seltener Erden, zu Katalysatoren oder zur Vergasung von Biomasse, in den Materialwissenschaften sowie auf anderen Gebieten. Das PSI unterhält für Patente eine eigene Technologietransferstelle (Technology Transfer).
Patentiert wurden so etwa Detektoren für Hochleistungs-Röntgenkameras, die für die Synchrotron Lichtquelle Schweiz SLS entwickelt worden sind und mit denen sich Materialien auf atomarer Ebene darstellen lassen. Auf dieser Basis wurde die DECTRIS gegründet, das bislang grösste Spin-off, das aus dem PSI hervorgegangen ist. Das Lausanner Unternehmen Debiopharm lizenzierte 2017 den Wirkstoff 177Lu-PSIG-2, der am Zentrum für Radiopharmazeutische Wissenschaften des PSI entwickelt worden war. Der Wirkstoff gegen eine Art von Schilddrüsenkrebs soll unter dem Namen DEBIO 1124 weiterentwickelt und bis zur Zulassung und Marktreife gebracht werden. Ein weiteres PSI-Spin-off, GratXray arbeitet mit einem auf Gitter-Interferometrie-basierte Phasenkontrast beruhenden Verfahren. Dieses wurde ursprünglich zur Charakterisierung der Synchrotronstrahlung entwickelt und soll einmal zum Goldstandard bei Brustuntersuchungen in der Krebsvorsorge werden. Die neue Technologie wurde bereits in einem Prototyp eingesetzt, für den das PSI mit Philips zusammengearbeitet hat.
Mit ASML entwickelt die Einrichtung Fotolacke für die nächste Generation der EUV-Lithographie.